# Pastoral da Juventude
A Pastoral da Juventude (PJ), é um organismo de ação social católica da América Latina.
No Brasil a PJ constitui-se por jovens brasileiros e estrangeiros ligados à Comissão Episcopal Pastoral para a Juventude da Conferência Nacional dos Bispos do Brasil (CNBB) e aos movimentos sociais.

## Ação
A Pastoral da Juventude está em ação em diversos países (países hispânicos: Pastoral Juvenil Católica, em outros países também Youth Ministry, Young Groups ou Youth leaders). A atividade é coordenada por coordenadores e assessores leigos(as) e religiosos(as) que se despontam como militantes e por organizações como Pastoral da Juventude Paroquial.
A Pastoral da Juventude Estudantil está em comunhão em nível nacional no Brasil com as outras organizações juvenis na CNBB e também compõe a Pastoral Juvenil Latinoamericana, dentro do Departamento Família, Vida e Juventude, órgão do CELAM. Nos demais países que compõe o CELAM existem interesses de difundir a proposta da PJE como foi percebido a curiosidade dos congressistas do III Congresso Latino Americano de Jovens (III CLAJ), ocorrido em Los Teques, na Venezuela, durante o mês de setembro de 2010.
Afirma-se que a PJE é herdeira da JEC (Juventude Estudantil Católica), organização esta proveniente da Ação Católica Especializada(ACE). A JEC protagonizou assembleias, encontros, congressos, por todo o Brasil que serviu de sustentação para a juventude estudantil católica brasileira e suas ações embasadas na metodologia VER-JULGAR-AGIR com os valores evangélicos e exemplos da pessoa de Jesus Cristo. Estas atividades realizaram-se durante os anos de sua fundação em meados dos anos 50 do século XX até quase os anos 70 do mesmo século. Há relatórios de atividades da Juventude Estudantil Católica no Brasil em meados de 1935 a partir de participantes num grupo feminino.
Muitas ações políticas da JEC foram emparceiradas com a UBES, inclusive com composição de jovens estudantes católicos da JEC nas diretorias da UBES da época. A JEC ainda é articulada até hoje em países que compõe o CELAM.
A PJE permeia apoiando atividades com jovens estudantes de diversas congregações religiosas que possuem colégios e ou instituições educacionais e algum trabalho pastoral com os estudantes. Desta maneira esses jovens estudantes das congregações podem, em contrapartida, fortalecer a estrutura e a participação da Pastoral da Juventude Estudantil no Brasil e pelos estados.

## No Brasil
No Brasil a PJE é protagonizada por jovens estudantes brasileiros e acompanhada por educadores adultos assessores, ligada à Conferência Nacional dos Bispos do Brasil (CNBB), e possui pensamentos e atividades baseada na Educação Libertadora tendo como predileção a juventude estudantil empobrecida e apoia a Teologia da Libertação para permear seus pensamentos e atos, estando em comunhão com toda a Igreja Católica.

## Surgimento
Após os anos da ditadura militar no Brasil, meados das décadas de 60 a 80 do século XX, também conhecido como anos de chumbo, pois foi uma época em que lideranças estudantis foram perseguidas, torturadas e desaparecidas, surge o movimento popular pela redemocratização em todo o Brasil. Embalado por esta nova perspectiva, um grupo de estudantes e educadores, inclusive ex militantes da JEC no Brasil, organizaram um encontro a nível nacional entre os dias 8 e 11 de julho de 1982, em um colégio na cidade de Goiânia, capital do estado de Goiás, na região Centro-Oeste. A este convite estiveram presentes 14 pessoas, provenientes das cidades de Campinas (interior do estado de São Paulo), Belém (capital do estado do Pará) e de Goiás.
Neste encontro os participantes saíram com a ideia de um coletivo batizado como Pastoral Secundarista, a partir das reflexões, ilustrações das diversas experiências presentes, a organização estudantil secundarista (secundarista = estudantes que estudam no 2º grau ou colegial — antigo ensino médio), além do legado e história da JEC e assim traçou-se linhas de ações comuns para formação.
Em 1983, com a mesma sede em Goiânia, o coletivo das pessoas iniciaram as reflexões sobre espiritualidade, pedagogia e identidade da Pastoral Secundarista. Reafirmou-se a metodologia VER-JULGAR-AGIR. Deliberou-se a figura da secretaria nacional tendo como protagonista desta instância nacional uma pessoa jovem estudante para ser instrumento de articulação e referência para formação de novos grupos de base de jovens estudantes.
Chegando em 1984, entre os dias 9 e 11 de julho, ocorre o terceiro encontro nacional com participantes oriundos das seguintes unidades federativas: Distrito Federal, São Paulo, Goiás, Santa Catarina, Amazonas, Piauí, Rio Grande do Sul, Paraná, Mato Grosso, Rio de Janeiro e Minas Gerais. Neste evento, com reflexões trazidas de assessorias a respeito da Pastoral Orgânica presentes, foi deliberado que a Pastoral Secundarista passa-se a chamar de Pastoral da Juventude Estudantil integrando um conjunto com as demais pastorais juvenis: A Pastoral da Juventude (PJ), a Pastoral da Juventude do Meio Popular (PJMP) e a mais nova Pastoral da Juventude Rural, (PJR).
Temos registros da fundação da PJE no estado de São Paulo em meados de fevereiro de 1982 com relatos de grupos de base de jovens estudantes na região da Lapa (Zona Oeste da cidade de São Paulo), São Miguel Paulista (Zona Leste da cidade de São Paulo e no ABC Paulista.

#### Até o final da década de 1980: ênfase na militância
Respectivamente nos anos de 1973 e de 1976, a CNBB promoveu os 1º e 2º Encontros Nacionais de Pastoral da Juventude. Participaram dessas reuniões lideranças de movimentos de encontros de jovens como: "Treinamento de Liderança Cristã", "Encontros de Juventude", "Encontro de Jovens com Cristo", "Escola de Líderes Cristãos", "Emaús", "Cenáculo", "Schalon", "Escalada", "Amigos de Cristo", "Onda", "Virgília", "Nazaré" e "Catecumenato", que eram movimentos que possuíam cunho espiritualista, focados na resolução dos problemas psico-afetivos dos jovens, desconectados da busca por uma solução dos problemas sociais. Esses encontros tiveram como resultados apenas troca de experiências.
Em 1978, a CNBB promoveu o 3º Encontro Nacional de Pastoral da Juventude, que teve uma diferença qualitativa em relação aos anteriores, pois definiu as quatro princípios do que seria a Pastoral da Juventude no Brasil (PJB):
1. Caráter orgânico;
2. Realidade dos jovens como ponto de partida;
3. Formação a partir de pequenos grupos de base e voltada para atingir a grande massa da juventude; e
4. Adoção do método ver, julgar e agir.

Em 1983, quando existiam cerca de 50 000 grupos que reuniam ao todo cerca de 1 000 000 de jovens em todo o Brasil, a CNBB promoveu o 4º Encontro Nacional de Pastoral da Juventude, com a participação de representantes de todas as regiões do Brasil, no qual ocorreu a consolidação nacional da PJB. Esse encontro definiu três grupos de prioridades para o desenvolvimento da PJB:
1. Especialização por classes sociais;
2. Formação integral e metodologia;
3. Articulação, organização e coordenação.

A partir desse momento, a PJB passou a contar com uma Coordenação Nacional, que contava com 5 representantes regionais, um representante da Juventude Operária Católica (JOC) e um representante da Pastoral Universitária. Além disso, a PJB passou a ser dirigida por jovens em todos os níveis: nacional, regional e diocesano, o que deu à PJB uma organicidade e uma relativa autonomia. Outras deliberações foram a de que os jovens de classe média deveriam também apoiar as causas dos mais pobres, organização por meios específicos, processo pedagógico de amadurecimento da consciência de classe e uma prática consequente.
Alguns estudiosos apontam elementos de continuidade entre a Ação Católica da década de 1960 e a PJ da década de 1980, tais como:
1. Adoção do método ver, julgar e agir;
2. Prática a partir da realidade;
3. Formação na ação;
4. Luta pela transformação das estruturas;
5. Modelo de revisão de vida e de prática;
6. Proposta de uma fé vivida no engajamento social;
7. Pedagogia que visa despertar o espírito crítico;
8. Opção por pequenos grupos;
9. Espiritualidade encarnada;
10. Protagonismo juvenil.

A década de 1980 foi o período de ressurgimento dos movimentos sociais, a Igreja Católica, participou desse processo por meio de seus segmentos orientados pela Teologia da Libertação como as Comunidades Eclesiais de Base (CEB's), as Pastorais Sociais e a Pastoral da Juventude.
Quanto à diferenciação entre a PJ "geral" e as PJ's "específicas" (Pastoral da Juventude do Meio Popular — PJMP, Pastoral da Juventude Estudantil — PJE, Pastoral da Juventude Rural — PJR e Pastoral Universitária — PU), cabe dizer que a PJ "genérica" tinha como meta preparar os jovens para atuação nas PJ's especializadas onde seria mais viável uma ação transformadora da realidade.
Em 1984, ocorreu o 5º Encontro Nacional da PJB, que adotou as seguintes diretrizes:
1. organização por classes sociais;
2. formação específica para os iniciantes;
3. incentivo ao engajamento nos meios específicos (bairro, escola e trabalho) e nos organismos intermediários (partidos e movimentos sociais);
4. formação de assessores;
5. promoção de encontros de massa como festivais de música.

Nesse encontro, deliberou-se que a formação teria como objetivo principal: "levar os jovens a serem sujeitos de sua própria história", razão pela qual deveria ser adotada uma pedagogia e uma espiritualidade libertadora e militante, que incluísse a valorização: dos aspectos humanos, das culturas afro-brasileiras e latino-americana, além de uma análise da realidade do ponto de vista das classes populares. A questão da militância foi definida como uma ação eficaz para a transformação da história que se concretiza no interior da própria Igreja Católica e na sociedade para construir uma sociedade justa e fraterna.
Em 1985, ocorreu o 6º Encontro Nacional da PJB, que teve como tema o processo de formação na PJB, no qual se buscava um esquema que levasse o jovem de um nível de iniciante para um nível de militância que levasse a um comprometimento com as lutas sociais.
A partir de 1987, os Encontros passaram ter caráter deliberativo, e, portanto, foram denominados como "Assembleia". Naquele ano foi realizada a 7ª Assembleia Nacional da PJB, que teve como tema central o processo de iniciação dos jovens na PJB e que lançou os seguintes desafios:
1. Ter um projeto de sociedade e um método de formação;
2. Desenvolver um trabalho de pastoral urbana;
3. Tornar a PJB mais conhecida em todo o Brasil; e
4. Incentivar as mulheres a participar nas instâncias de coordenação e assessoria.

A partir dessa Assembleia ocorreu uma mudança na Coordenação Geral da PJB, que passou a contar com um representante de cada regional da CNBB.
Em 1989, ocorreu a 8ª Assembleia Nacional da PJB, na qual foi debatida a questão do jovem trabalhador e destacado que esse segmento da juventude seria prioritário na ação pastoral, razão pela qual seria necessário conhecer melhor sua realidade. A PJB deveria ajudar esse jovem a ter consciência de classe e participar dos organismos intermediários e das manifestações populares. Desse modo buscava-se assumir a causa dos jovens empobrecidos, ainda que grande parte dos participantes da PJ fosse oriunda da classe média, portanto, a PJ levava os jovens de classe média a assumir os pontos de vista dentro da Igreja Católica que defendiam as classes populares. Outro aspecto foi que percebeu-se que a tentativa de organização por classes sociais não prosperou e passou a prevalecer a organização segundo o meio social (escola, bairro, zona rural ou comunidade eclesial).
Uma característica comum a todos os encontros da década de 1980, foi levar o jovem a fazer sua opção por um modelo de Igreja inspirado pela Teologia da Libertação e pelo comprometimento com as classes populares. Desse modo, a PJB conseguiu elaborar, a partir do método indutivo, uma proposta pedagógica de formação informal do jovem católico para atuação nos meios específicos.
O Documento da CNBB nº 44, de 1983, foi o principal referencial para a atuação da PJB durante a década de 1980. Segundo esse documento, o principal objetivo do trabalho seria ajudar o jovem a se transformar no "Homem Novo por meio de uma autêntica vivência do Evangelho, impulsionando o jovem a evangelizar o seu meio específico de acordo com os valores cristãos". Também segundo o referido documento, o papel da PJB era o de:
1. fomentar o senso crítico e a capacidade de analisar a sociedade;
2. formar jovens para transformar as estruturas;
3. ajudar o homem a ligar a sua fé com o compromisso socioeconômico; e
4. levar o jovem a conhecer criticamente o marxismo, o capitalismo liberal e a Doutrina de Segurança Nacional para assumir o humanismo cristão como perspectiva para a superação das estruturas sociais injustas.

Nessa época, adotou-se uma pedagogia da ação, influenciada pelas ideias de Paulo Freire que tinha os seguintes critérios:
1. Ter como ponto de partida a experiência concreta do jovem com o objetivo de conhecê-la, aprofundá-la e transformá-la;
2. Caráter transformador e libertador visando, mutuamente, uma profunda transformação pessoal e social;
3. Caráter comunitário, pois busca uma experiência fraterna e evangelizadora;
4. Dar importância ao testemunho, para que exista coerência entre o que se fala e o que se pratica;
5. Caráter participativo, pois o evangelizado participa ativamente de seu processo de evangelização;
6. Caráter personalizante, pois assume o jovem em sua condição pessoal e social;
7. Caráter pastoral integral, pois integra processos cognitivos, afetivos e ativos.

A proposta de formação progressiva na PJB tinha três etapas:
1. Nucleação/socialização: para descobrir a importância de viver em grupo (na descoberta do grupo as relações pessoais são mais importantes do que a doutrina, o jovem ainda está mais preocupado consigo mesmo, ainda não há um ideal grupal e há muita rotatividade de participantes);
2. Iniciação: descoberta das variadas motivações que o jovem traz para o grupo (descoberta da comunidade, do problema social, da necessidade de uma organização mais ampla, das causas estruturais; e
3. Militância (opção vocacional): na qual se apresenta uma fé amadurecida, com compromisso e como liderança. Essa militância poderia ocorrer no âmbito da própria PJB, na paróquia ou na sociedade (partidos políticos, sindicatos, movimento estudantil, movimentos populares, etc.).

A descoberta da comunidade daria ao jovem uma visão mais ampla da religião e um sentido de pertença à Igreja, tendo em vista o entendimento de que a fé cristã tem como principal característica a vivência religiosa comunitária.
A descoberta do problema social daria ao jovem uma consciência de problemas muito piores do que os seus, conduzindo-o a um despertar social que o leva a participar de campanhas para ajudar os pobres e a visitar orfanatos, hospitais e presídios.
Na descoberta das causas estruturais que provocam as desigualdades sociais, surgiria a consciência de classe e um aprofundamento da opção pelos pobres e da dimensão política da fé, o jovem entenderia que seria necessário conscientizar o povo e chegar ao poder político para mudar a sociedade.
A militância era definida como uma ação cada vez mais refletida, intencionada, consciente, contextualizada e organizada, visando promover uma renovação na Igreja e uma transformação na sociedade.
A Igreja Católica definia a PJB como uma ação organizada dos jovens cristãos que visa a transformação da sociedade, sendo uma forma de conhecer e seguir Jesus Cristo.
O último degrau de evolução era definido como "maturidade pedagógica", na qual o militante se tornaria mais realista e menos vanguardista e teria capacidade de formar os iniciantes sem queimar etapas.
A PJB buscava construir uma consciência crítica para que os jovens pudessem perceber na sociedade: a mentira, a meia verdade, a manipulação e a demagogia. Trabalhava-se para que os jovens fossem sujeitos de sua própria educação e para que participassem, como sujeitos conscientes, da construção da história e da transformação da sociedade injusta.

#### A partir da década de 1990: valorização da espiritualidade
A década de 1990 foi marcada no Brasil como o período de ascensão do neoliberalismo e da pós-modernidade, que trouxe diversas mudanças de comportamento das pessoas em relação à sociedade e à religião. Com o fim do "socialismo real", o neoliberalismo passou a ser aceito como o único modelo socioeconômico viável em todo o mundo. Trata-se de uma conjuntura que valoriza o individualismo e que é contrária às utopias que eram defendidas no âmbito da PJB. No campo econômico há um aumento do desemprego que contribui para o enfraquecimento do movimento sindical e uma redução dos gastos públicos em políticas sociais.
Nessa conjuntura, as pessoas passaram a buscar uma vivência religiosa fragmentada e agnóstica que colhia de diferentes perspectivas religiosas apenas os elementos que interessavam ao seu universo pessoal. Nesse contexto, os jovens da década de 1990 eram refratários às utopias transformadoras e isso dificultou a ação da PJB que valorizava a ação coletiva e a dimensão política da fé. No interior da Igreja Católica, ocorreu a ascensão da Renovação Carismática Católica (RCC) que tem práticas semelhantes às do pentecostalismo.
Outro aspecto foi a mudança do entendimento do que deveria ser a "opção preferencial pelos pobres", que passou a ter como significada a defesa dos excluídos, do meio ambiente, da mulher e das minorias étnicas e culturais. Também houve uma reorientação do campo de atuação, abandonando-se o campo político e priorizando a atuação social.
Por sua vez, os teólogos da libertação passam valorizar mais a espiritualidade. Mas se trata de uma espirituralidade encarnada que contribui para a reconstrução das utopias. Uma espiritualidade do sujeito humano concreto que precisa de trabalho, de terra, de saúde, de educação e participação e que se define pela sua condição de classe, gênero, raça e cultura.
Nessa nova situação, a PJB passou a valorizar a subjetividade, a espiritualidade e as práticas eclesiais, adotando um método de formação mais integral.
Em 1991, ocorreu a 9ª Assembleia Nacional, que procurou construir uma ponte entre a dimensão pessoal e a dimensão social do jovem, razão pela qual se buscou um método de trabalho que ressaltasse a formação humana com enfoque especial à individualidade, portanto: o lúdico, a arte, o prazer e a sensibilidade deveriam integrar a formação no âmbito da PJB. Um dos aspectos que facilitou a adaptação da PJB à mentalidade dos jovens da década de 1990, foi a metodologia indutiva (método ver, julgar e agir), que partia da realidade para depois confrontá-la com a teoria.
Em 1993, ocorreu a 10ª Assembleia Nacional, que o foi marcado pelo debate sobre organização, no qual começou o debate sobre um modelo paritário de participação das pastorais (especializadas e genérica), ou seja, participação igual entre todas as pastorais nas instâncias da coordenação nacional. O novo modelo foi aprovado em 1995, na 11ª Assembleia Nacional, no qual foi adotada a sigla PJB que representa a PJ, a PJMP, a PJR e a PJE. Nessa Assembleia também foi lançado o 1º Plano Trienal da PJB, executado entre 1996 e 1998.
Em 1996, foi criada a Rede de Militantes da Pastoral da Juventude do Brasil (Rede Minka), durante o 16º Seminário Nacional da PJB, que teve como tema "Atuação Político-Partidária na Construção da Cidadania".
Em 1998, a CNBB publicou um novo documento denominado: "Estudos da CNBB, número 76: Marco Referencial da Pastoral da Juventude do Brasil", que teve como principal objeto o método de formação adotado na década de 1990, que reafirmou as seguintes diretrizes:
1. trabalho com pequenos grupos de base;
2. formação progressiva, integral e libertadora;
3. atuação nos meios específicos: paróquia, escola, zona rural, periferia;
4. organização estruturada nacionalmente;
5. assessoria jovem e adulta para orientar as coordenações;
6. atividades de massa;
7. apoio das instituições que trabalham temas juvenis; e
8. adoção do Método ver, julgar e agir.

O grupo de base é a experiência e o espaço central da proposta pedagógica e evangelizadora da PJB. É composto por um pequeno número de jovens (na maior parte das vezes com 15 a 20 integrantes), da mesma faixa de idade, com nível de participação estável e reuniões periódicas. Esse grupo deve facilitar a formação de laços de solidariedade e permitir a partilha de valores e pontos de vista, educando os jovens para olhar a realidade e descobri-la junto com os outros para ajuda-los a enfrentar os desafios da vida, aderindo ao projeto de Jesus, por meio de uma renovação permanente do compromisso cristão e dando solidez à sua missão.
Os grupos de base possuem as seguintes etapas em seu desenvolvimento:
1. Nascimento e infância: total dependência do assessor, jovens ainda centrados em si mesmos;
2. Adolescência: tomada de consciência do grupo e de seu lugar na comunidade;
3. Juventude: maior independência em relação ao assessor, engajamento nos movimentos sociais, busca de mudança na sociedade;
4. Idade adulta: o grupo é uma equipe de vida com fortes relações e projeto de vida, os jovens estão a serviço da comunidade e da sociedade, a partilha e a toca de experiências são a razão de ser do grupo;
5. Morte/vida nova: o grupo é chamado a se dividir e se multiplicar na comunidade e na sociedade, gerando novos grupos e novos trabalhos.

O conceito de formação progressiva, integral e libertadora, possuía cinco dimensões que deveriam ser desenvolvidas de modo equilibrado e integrado, de modo que em cada etapa da formação haveria uma acentuação diferenciada das diferentes dimensões:
1. Dimensão da personalização: busca do autoconhecimento para amadurecer afetivamente, desenvolver suas aptidões e qualidades para superar os limites pessoais;
2. Dimensão da integração grupal e comunitária: trata-se de ensinar o jovem a lidar com o conflito e a conviver com quem pensa diferente para descobrir que a educação na fé é concebida como caminho a ser percorrido comunitariamente;
3. Dimensão sócio política: busca a inserção do jovem na sociedade e sua participação cidadã para a promoção do bem comum e a construção de uma ordem social, política e econômica justa e solidária (civilização do amor). A política não se restringe à política partidária, mas como uma dimensão humana que busca uma relação madura com a sociedade.
4. Dimensão mística e teológica: busca-se um encontro com Jesus e o desenvolvimento de uma espiritualidade centrada em sua proposta. Descobre-se que o sentido da vida está na experiência do seguimento e passa-se a discernir a ação do Espírito Santo nos sinais dos tempos. Busca-se uma compreensão teórica e prática da fé (integrar fé e vida) para assumir um compromisso radical de viver os valores do evangelho. Utilização do "Ofício Divino das Comunidades" e da leitura orante da Bíblia;
5. Dimensão metodológica: capacidade de planejar, desenvolver e avaliar a ação para realizar sua missão evangelizadora com eficiência.

Durante a década de 1990, as dimensões pessoal e teológica ganharam força em detrimento da dimensão sócio política.
Maioria dos assessores da PJB são padres, freiras, religiosos e leigos especializados no tema "juventude", com um papel similar aos assistentes da antiga Ação Católica. Os assessores eram orientados para escutar mais do que falar e eram os responsáveis pela condução dos processos decisórios e pelo desenvolvimento do método de formação.
Dentre as estruturas de apoio da PJB, mereciam destaque (em 2004):
1. o Instituto de Formação do Norte AIKÁ, em Manaus-AM;
2. a Casa da Juventude Padre Burnier — CAJU, dirigida pelos jesuítas em Goiânia – GO;[11]
3. o Centro de Cursos de Capacitação da Juventude (CCJ),[12] em São Paulo-SP;
4. o Centro Santa Fé, dirigido pelos jesuítas em São Paulo-SP;[13]
5. o Anchietanum, dirigido pelos jesuítas em São Paulo-SP;[14]
6. o Centro Marista de Pastoral, dirigido pelos Irmãos Maristas em Belo Horizonte-MG;
7. o Instituto de Pastoral de Juventude Leste II em Belo Horizonte-MG;
8. o Instituto de Formação Juvenil do Maranhão em São Luis-MA; e
9. o Instituto de Pastoral de Juventude, em Porto Alegre-RS.[15]

Dentre as publicações mereciam destaque o Jornal Juventude e a Revista Mundo Jovem.
Adoção do Método ver-julgar-agir-revisar-celebrar: o método ver, julgar e agir foi aperfeiçoado para contar com mais dois momentos: revisar e celebrar, onde o "revisar" é a avaliação, o momento de se ver até onde se caminhou, e o "celebrar" é o momento de agradecimento da experiência vivida.
Outra característica da nova etapa da PJB é a defesa da Civilização do Amor, que é um modo de criticar tanto o capitalismo quanto o socialismo, que foram dois sistemas que foram incapazes de formar "homens novos". Nas palavras do Papa Paulo VI, a Civilização do Amor é o conjunto de condições morais, civis, econômicas que permitem à vida humana uma condição melhor de existência. A Civilização do Amor é um estilo de vida inaugurado por Jesus Cristo e proclamado nas Bem-aventuranças, não se trata de uma ideologia, mas de uma cosmovisão que nega o egoísmo, a exploração, a injustiça, a violência e os desatinos morais (individualismo, consumismo, absolutização do prazer, etc.).
O documento nº 76, orientou a PJB a:
| “ | [...] contribuir para que a sociedade democrática reconheça a necessidade de um fundamento ético comum, além da mera vontade subjetiva dos indivíduos; e contribuir para a educação da consciência moral dos cidadãos nas condições específicas da sociedade brasileira. | ” |

No final de década de 1990, a PJB contava com cerca de 40 mil grupos de jovens, quando em 1999, teve início o 2º Plano Trienal, executado entre 1999 e 2001, que teve como objetivo:
| “ | Contribuir, efetivamente, na ação evangelizadora da Igreja e na construção da Nova Sociedade, dinamizando espaços de vivência que gerem sinais de vida, fortalecendo o protagonismo juvenil, buscando e exercício cotidiano da cidadania e revitalizando a esperança no meio da juventude. | ” |

Esse plano incluía um projeto de "Formação para a Cidadania", que oferecia aos jovens uma fundamentação histórico-social para a tomada de posição cidadã em defesa das classes populares, assumindo o projeto transformador propagandeado pelos partidos de esquerda e movimentos sociais; e um "Programa de Espiritualidade" que tinha como objetivos:
1. Aprofundar a Espiritualidade como experiência do Deus libertador;
2. Clarear a proposta de Espiritualidade vivenciada pela PJB (mística, fontes e inspirações);
3. Fortalecer o trabalho com o lúdico, o belo, o corpo e a arte;
4. Sensibilizar o jovem para o compromisso com os excluídos;
5. Experimentar e vivenciar a contemplação na ação;
6. Assumir a espiritualidade da conversão e do testemunho pessoal e comunitário, baseado no seguimento de Jesus Cristo;
7. Aprofundar, na espiritualidade, a dimensão ecológica, a relação com a mãe-terra, a religiosidade popular e os mártires;
8. Cultivar uma espiritualidade bíblica, inculturada e ecumênica.

O Projeto "Escola Bíblica para Jovens" previa uma formação bíblica libertadora numa perspectiva ecumênica.
Em 2001, ocorreu a 13ª Assembleia Nacional, que definiu a missão da PJB dentro das seguintes metas:
1. Organizar a ação pastoral junto à juventude e, a partir dela, comprometer-se com Jesus Cristo e com o seu projeto;
2. Fortalecer a Igreja libertadora, com base na experiência do Cristo ressuscitado;
3. Possibilitar o crescimento e o aprofundamento da fé;
4. Acompanhar a elaboração do projeto de vida, na perspectiva do Reino de Deus;
5. Partir da realidade do jovem;
6. Garantir espaços de vivência e partilha em pequenos grupos e/ou comunidades;
7. Reafirmar a opção profética e transformadora pelos jovens e empobrecidos;
8. Criar espaços de participação da juventude na Igreja e na sociedade, despertando a militância; e
9. Contribuir para que os jovens tornem-se protagonistas da construçõa da Civilização do Amor.

A 13ª Assembleia Nacional também aprovou o 3º Plano Trienal e afirmou que a PJB deveria:
| “ | [...] ter o jovem como seu principal protagonista; assumi-lo em sua realidade pessoas, social e cultural; apresentar-lhe um Cristo amigo e companheiro de caminhada; animar a vivência comunitária da fé; colaborar para que cresça sua consciência crítica; educá-lo para ser fator de mudança na sociedade; prepará-lo para a comunhão e a participação mediante o trabalho pastoral de conjunto. | ” |

Em 2002, teve início o 3º Plano Trienal, para execução entre 2002 e 2004, que teve as seguintes linhas de ação:
1. Fortalecer a dimensão missionária e do anúncio das lideranças jovens junto aos outros jovens, buscando respeitar a realidade e a diversidade da juventude realizando missões jovens;
2. Incentivar, fortalecer e implementar uma formação para a cidadania que responda às necessidades concretas da vida dos jovens: escola, trabalho, segurança, lazer, saúde.

Uma característica peculiar do 3º Plano Trienal foi a existência de projetos diferenciados para as pastorais específicas, sem prejuízo da existência de projetos comuns como o "Projeto Ação para a Cidadania" que continuou a ser um projeto comum para todas as pastorais, que tinha como objetivo: "fortalecer uma prática missionária e profética em vista da transformação da sociedade".

### Características
A Pastoral da Juventude do Brasil (PJB) é e é ação organizada dos jovens que são Igreja junto com seus pastores e com toda comunidade para aprofundar a vivência de sua fé e evangelizar outros jovens com opção evangélica preferencial e consciente pelos jovens das classes populares e pelos jovens marginalizados, em vista da construção de um mundo mais fraterno e justo, a fim de que se transformem em novos homens e novas mulheres, sendo, pois, agentes da construção da nova sociedade, guiados pelos critérios evangélicos. A ação baseia-se nas Diretrizes Gerais da Ação Evangelizadora da Igreja no Brasil de 1994.
Maioria dos grupos de jovens costuma se reunir nos finais de semana em paróquias urbanas e rurais, centros comunitários ou em escolas (sendo mais comum a existência de tais grupos em escolas confessionais).
As reuniões costumam adotar o seguinte roteiro: acolhida, canto de entrada, oração, dinâmica de grupo, oração, avaliação, informes e canto final. Durante a dinâmica, aplica-se o método ver, julgar e agir, apresentando-se o tema (ver a realidade), confrontando-se a realidade com a mensagem bíblica (julgar) e finalizando, com uma proposta de ação do grupo junto à comunidade (agir). Trata-se de comprometer os jovens com os ensinamentos da Bíblia e com os documentos aprovados pela Igreja Católica.
Em 2004, a atuação da PJB era fortemente marcada pela opção preferencial pelos pobres e influenciada pela Teologia da Libertação.

### Ramos
- Pastoral da Juventude (PJ): para atuação nas paróquias e nas Comunidades Eclesiais de Base, grande parte de seus integrantes estão envolvidos em trabalhos eclesiais como catequese e litúrgia.
- Pastoral da Juventude Estudantil (PJE): para atuação nas escolas e no movimento estudantil secundarista. Surgiu em 1980, por estimulo do Movimento Internacional dos Estudantes Cristãos. No Plano Trienal 2002-2004, tinha os seguintes projetos específicos: "Educação de Qualidade Para Todos" e "Engajamento no Movimento Estudantil".
- Pastoral da Juventude Rural (PJR): para atuação no meio rural, surgiu em 1983, no Rio Grande do Sul, com o apoio da Frente Agrária Gaúcha, realizou sua primeira Assembleia Nacional em 1989. No Plano Trienal 2002-2004, tinha os seguintes projetos específicos: "Educação para a Cidadania" (voltada para a realidade rural); "Trabalhar e Resgatar a Esperança do Jovem da Roça" (valorização da identidade do jovem rural); "Produção Alternativa – Agro-ecológica e auto-sustentação do Jovem Rural"; Articular-se com Movimentos e Entidades do Campo Estabelecendo Parcerias (Reforma Agrária, campanha contra transgênicos, etc.); e "Missão Jovem nas zonas rurais".
- Pastoral da Juventude do Meio Popular (PJMP): para atuação em bairros da periferia, agrega jovens que atuam nos movimentos populares, nos partidos comprometidos com a causa popular, nos sindicatos, no teatro popular e nos grupos de cultura e dança. Surgiu em 1978, num encontro de integrantes da PJ no Nordeste. Uma das premissas que levaram à fundação da PJMP era a de que seria equivocado reunir em um mesmo grupo, jovens de classes sociais diferentes, pois os mais abastados acabariam dominando o grupo, razão pela qual os jovens das classes populares deveriam se articular entre si para desenvolverem sua consciência de classe e buscar a sua libertação. No Plano Trienal 2002-2004, tinha os seguintes projetos específicos: "Educação Popular" (alfabetização de jovens e adultos, cursos pré-universitários, parcerias com ONGs no trabalho de afetividade e sexualidade – DST/AIDS); "Formas de Economia Solidária" e "Promoção e Acompanhamento de Ações Sócio-Política".

Até 1993, a Pastoral Universitária (PU), também fazia parte da PJB, mas passou-se a entender que sua atuação deveria abranger a todos que estão na universidade: estudantes, professores e funcionários, e por isso deixou de fazer parte de ser um ramo da PJB.

### Eventos
A PJ brasileira busca um novo jeito de conversar e ter diálogo com as Congregações e Movimentos eclesiais que trabalham com jovens ligados ao recente Setor da Juventude ligado a CNBB. O setor desenvolve eventos e ações conjuntamente ao Setor Juventude Brasileiro para a busca de conversão de jovens.
Apesar da Pastoral da Juventude ter nos seus encontros dos grupos de base o seu momento de maior importância, ao longo dos 30 anos de existência criou momentos especiais anuais que acabaram entrando no calendário oficial da Igreja Católica no Brasil[carece de fontes?]:
Dia Nacional da Juventude
Uma atividade com mais de 20 anos de existência, organizada anualmente, na maioria das vezes por Coordenações Diocesanas da PJ. Realizado sempre que possível no último final de semana do mês de outubro de cada ano.
Semana da Cidadania
Atividade realizada entre os dias 14 e 21 de Abril todos os anos, que discute políticas públicas sobre um determinado tema (por exemplo: em 2007 foi trabalho o tema Meio Ambiente, em 2006 a Redução da Maioridade Penal) com base em materiais desenvolvidos pela Pastoral da Juventude e outros Institutos de Juventude, como subsídios e cartazes, convidando os jovens membros dos grupos de base a discutirem assuntos políticos. Até 2004, era trabalhado e o mesmo tema da Campanha da Fraternidade.
A principal crítica de outros grupos católicos de discussão aos eventos de discussão política da Pastoral da Juventude seria que este funciona como uma plataforma de doutrinação política de esquerda e que há amplo bloqueio e agressividade a ideias que destoam da pauta socialista pre-determinada dos dirigentes da pastoral.
Semana do Estudante
A Semana do Estudante, sempre realizada no mês de Agosto, é muito trabalhada pelo PJE (Pastoral da Juventude Estudantil), já sendo muito difundida na PJ mais comum dos grupos de base e claro também nas comunidades eclesiais de base (cebs). Assim como outras atividades nacionais permanentes, a Semana do Estudante tem como material de apoio subsídios,livretos, folhetos e cartazes elaborados pela Coordenação Nacional e outros Institutos de Juventude, como o Anchietanum e a CAJU (Casa da Juventude Pe. Burnier).
Semana da Juventude
Há os encontros regionais, nacionais e os paróquias. Na diocese de São Miguel Paulista ocorre o encontro chamado Semana da Juventude que conta com grupos do setor de Ermelino Matarazzo, onde formulam teatro e pregações de temas específicos, esse evento acontece 1 ou 2 vezes ao ano (janeiro e/ou julho ou conjuntamente a semana que antecede o DNJ — última semana de Outubro).

## Momentos Importantes
A PJE todo ano quer celebrar a vida. As reflexões não deixam de fazer parte destes momentos celebrativos. Com isto todo ano, a partir de espaços comuns com as outras pastorais juvenis no Brasil e os institutos de juventude desenvolvem-se subsídios para que a juventude estudantil, no seio dos grupos de base, possam ter uma caminhada em sintonia com a equipe nacional da PJE e os outros grupos de base das demais pastorais juvenis e outras organizações juvenis católicas ou não se assim quiserem.
Um subsídio que destacamos é o Semana do Estudante. Elemento primordial para que um tema possa ser abordado entre toda a juventude estudantil da PJE articulada que recebem o material, em formato de subsídio, em formato impresso ou mesmo digital.
Outro momento importante para destaque é o Dia do Estudante Secundarista, celebrado anualmente no dia 28 de março. Data instituída pelo movimento estudantil secundarista no Brasil proveniente da mesma data da morte do estudante Edson Luís de Lima Souto, assassinado próximo do restaurante Calabouço durante a ditadura militar.
A Semana da Cidadania e o Dia Nacional da Juventude são outros momentos importantes celebrados na PJE.

## Acompanhamento
Adultos educadores são bem-vindos e muito importantes para que o Processo de Educação na Fé da juventude estudantil aconteça de maneira mais eficiente possível. O início de vida dos grupos de jovens estudantes são espaços de desconfiança para iniciar as amizades e desenvolver a confiança necessária perante os desafios da caminhada que serão instituídas pelo confronto da realidade estudantil que sufoca os estudantes e os valores do evangelho que transmitem fome de justiça.
Os adultos educadores na PJE podem cumprir com o papel de assessores, de acompanhantes da juventude estudantil, mas é critério que estes tenham vivido todo seu Processo de Educação na Fé particular e ainda ter claro que a sua experiência não pode sufocar a dos estudantes a serem acompanhados, já que é outro momento a ser vivido, são outras pessoas a compor o grupo de estudantes entre outros aspectos que podem influenciar este processo.
O acompanhante é quem indica vários caminhos, mas não determina. Não é fonte inesgotável de saber e assim se faz necessário fazer parte de uma rede de assessores para que cada um, na sua especialização, abasteça do outro e assim criam comunidades para acompanhar comunidades de jovens estudantes.

## Especificidade
O chão sagrado onde ocorrem os Processos de Educação na Fé da PJE é principalmente na escola/colégio/instituição educacional. A juventude estudantil, porém, desenvolve espaços alternativos para se encontrar, assim os grupos de base de jovens estudantes podem ocorrer nas casas dos estudantes (caso por algum motivo alguém da diretoria da escola/colégio não concorda com a existência da PJE), no movimento estudantil em que coletivos de jovens da PJE são agrupados com intuito de discutir a política estudantil e planejar ações no próprio ME, nas associações de bairro, nos grupos de geração de renda estudantil, nos espaços de cursos pré-vestibulares populares, entre outros espaços que configuram alguma ideia da realidade estudantil. Deve-se ter claro que as atividades da PJE tem em vista o ecumenismo, já que o ambiente escolar não é definido somente por membros de uma única religião ou mesmo sem religião.
A opção preferencial é dada aos estudantes empobrecidos, privilegiadamente presentes na educação pública e ainda nas escolas periféricas das grandes e médias cidades ou mesmos nas escolas/colégios das pequenas cidades. Não pode-se se esquecer da juventude estudantil bolsista que tem bolsa total ou parcial que protagonizam os espaços dos grupos de jovens estudantes. Sendo esta a opção preferencial da PJE, a mesma se posiciona pela educação pública de qualidade para todos, sendo esta uma educação libertadora. Entendendo que a evangelização da juventude estudantil deve ser missionária e ter exemplo de discipulado para construção do Reino de Deus na escola.